# 1518 en littérature
| Années de la littérature : 1515 - 1516 - 1517 - 1518 - 1519 - 1520 - 1521    |
| Décennies de la littérature : 1480 - 1490 - 1500 - 1510 - 1520 - 1530 - 1540 |

Cet article présente les faits marquants de l'année 1518 en littérature.

## Événements
- 23 avril : l’Arioste entre au service du frère du cardinal d’Este, Alphonse Ier, duc de Ferrare[1].

- L’éditeur juif Gershom Soncino (mort en 1534 à Salonique) prend la première marque d’imprimeur, la tour de Rimini, symbole de la tour de David ou de la foi juive désormais apportée au monde[2].

## Parutions
- Juillet :
  - Polygraphia, de  Johannes Trithemius, le premier traité de cryptographie, publiée chez Joannis Haselberg de Aia en Allemagne[3].
  - Enchiridion militis christiani (Manuel du chevalier chrétien), manuel théologique d’Érasme, est réédité à Bâle chez Johann Froben[4].

- La Mandragore, comédie en italien de Machiavel est publiée à Florence, lors du mariage de Laurent II de Médicis et Madeleine de La Tour d'Auvergne[5].

## Décès
- 31 mars : Heinrich Bebel, humaniste allemand, mort en 1472.
- 30 août : Filippo Beroaldo, écrivain et poète italien, préfet de la Bibliothèque vaticane, mort le 1er octobre 1472.